# Hôpital Brome-Missisquoi-Perkins
L'hôpital Brome-Missisquoi-Perkins (BMP) est un hôpital situé à Cowansville, en Estrie.

## Historique
L'hôpital Brome-Missquoi-Perkins a été fondé le 8 août 1910 alors qu'un groupe d'hommes d'affaires achète l'ancien hôtel American House. Ce dernier est alors converti en l'hôpital général du district de Bedford et accueille ses premiers patient en mars 1912.
C'est en 1931 que l'on renomme l'hôpital pour l'hôpital Brome-Missisquoi-Perkins afin de rappeler le comté de Brome, de Missisquoi (aujourd'hui formant la MRC de Brome-Missisquoi) et d'Edward C. Perkins, un propriétaire d'hôtel à Montréal qui a légué 55 000 $ à sa mort en 1918 pour la construction d'un hôpital dans le comté de Brome.
En 1952, une campagne de financement est lancée pour la construction d'un nouvel établissement en brique, l'ancien étant en bois. Celui-ci est inauguré en 1954 avec le premier ministre de l'époque, Maurice Duplessis et compte alors 75 lits.
L'hôpital est agrandi en 1972 et en 1996. En 2010, un autre agrandissement de 4 600 m2 est réalisé alors que l'hôpital fête son centenaire.